# Torrent del Salt (Vallès Occidental)
El torrent del Salt és un curs d'aigua del Vallès Occidental que neix al terme de Terrassa i desemboca a la riera de Gaià. Separa els termes de Terrassa i de Viladecavalls.